# Hakgala
Hakgala – pasmo górskie na Sri Lance. Znajduje się w Prowincji Środkowej, w dystrykcie Nuwara Elija. Najwyższa wysokość bezwzględna to 2169 m n.p.m.
U stóp gór znajduje się ogród botaniczny. W sąsiedztwie ogrodu znajduje się ścisły rezerwat przyrody. Mieszkają tu endemiczne małpy lutung i Cissa oranata. Legenda z Ramajany głosi, że miejsce to było ogrodem rozkoszy dla Rawany, a w pobliskiej wiosce Sita Elija więziona była księżniczka Sita.